# Synchroonzwemmen op de Olympische Zomerspelen 2000 – Team
Het onderdeel Team van het synchroonzwemmen op de Olympische Zomerspelen 2000 in Sydney vond plaats op 28 (kwalificatie) en 29 september (finale), in het Sydney International Aquatic Centre. Het goud was voor de Russische ploeg en het zilver voor de Japanse ploeg en de Canadeese ploeg won het brons.

## Uitslag
| Rang   | Naam | Land             | Routine   | Routine | Totaal |
| Rang   | Naam | Land             | Technisch | Vrij    | Totaal |
| ------ | --- | ---------------- | --------- | ------- | ------ |
| Goud   | Jelena Azarova Olga Broesnikina Maria Kiseljova Olga Novoksjtsjenova Irina Pertsjina Jelena Soia Julia Vasiljeva Olga Vassijoekova Jelena Antonova | Rusland          | 34,580    | 64,566  | 99,146 |
| Zilver | Ayano Egami Raika Fujii Yoko Isoda Rei Jimbo Miya Tachibana Miho Takeda Yoko Yoneda Yuko Yoneda Juri Tatsumi                                       | Japan            | 34,510    | 64,350  | 98,860 |
| Brons  | Lyne Beaumont Claire Carver-Dias Erin Chan Cathrine Garceau Fanny Létourneau Kristin Normand Jacinthe Taillon Reidun Tatham Jessica Chase          | Canada           | 33,767    | 63,570  | 97,357 |
| 4      | Cinthia Bouhier Viriginie Dedieu Charlotte Fabre Myriam Glez Rachel Le Bozec Myriam Lignot Charlotte Massardier Magali Rathier Cathy Geoffroy      | Frankrijk        | 33,763    | 62,704  | 96,467 |
| 5      | Carrie Barton Tammy Cleland-McGregor Bridget Finn Anna Kozlova Kristina Lum Elicia Marshall Heather Pease-Olson Kim Wurzel Tuesday Middaugh        | Verenigde Staten | 33,530    | 62,574  | 96,104 |
| 6      | Giada Ballan Serena Bianchi Mara Brunetti Giovanna Burlando Chiara Cassin Maurizia Cecconi Alessia Lucchini Clara Porchetto Alice Dominici         | Italië           | 32,993    | 62,184  | 95,177 |
| 7      | Hou Yingli Jin Na Li Min Li Yuanyuan Li Zhen Wang Fang Xia Ye Zhang Xiaohuan Li Rouping                                                            | China            | 33,017    | 61,576  | 94,593 |
| 8      | Tracey Davis Kelly Geraghty Amanda Laird Dannielle Liesch Irena Olevsky Katrina Orpwood Rachel Ren Cathryn Wightman Naomi Young                    | Australië        | 31,383    | 58,110  | 89,493 |